# Historia de Trinidad y Tobago

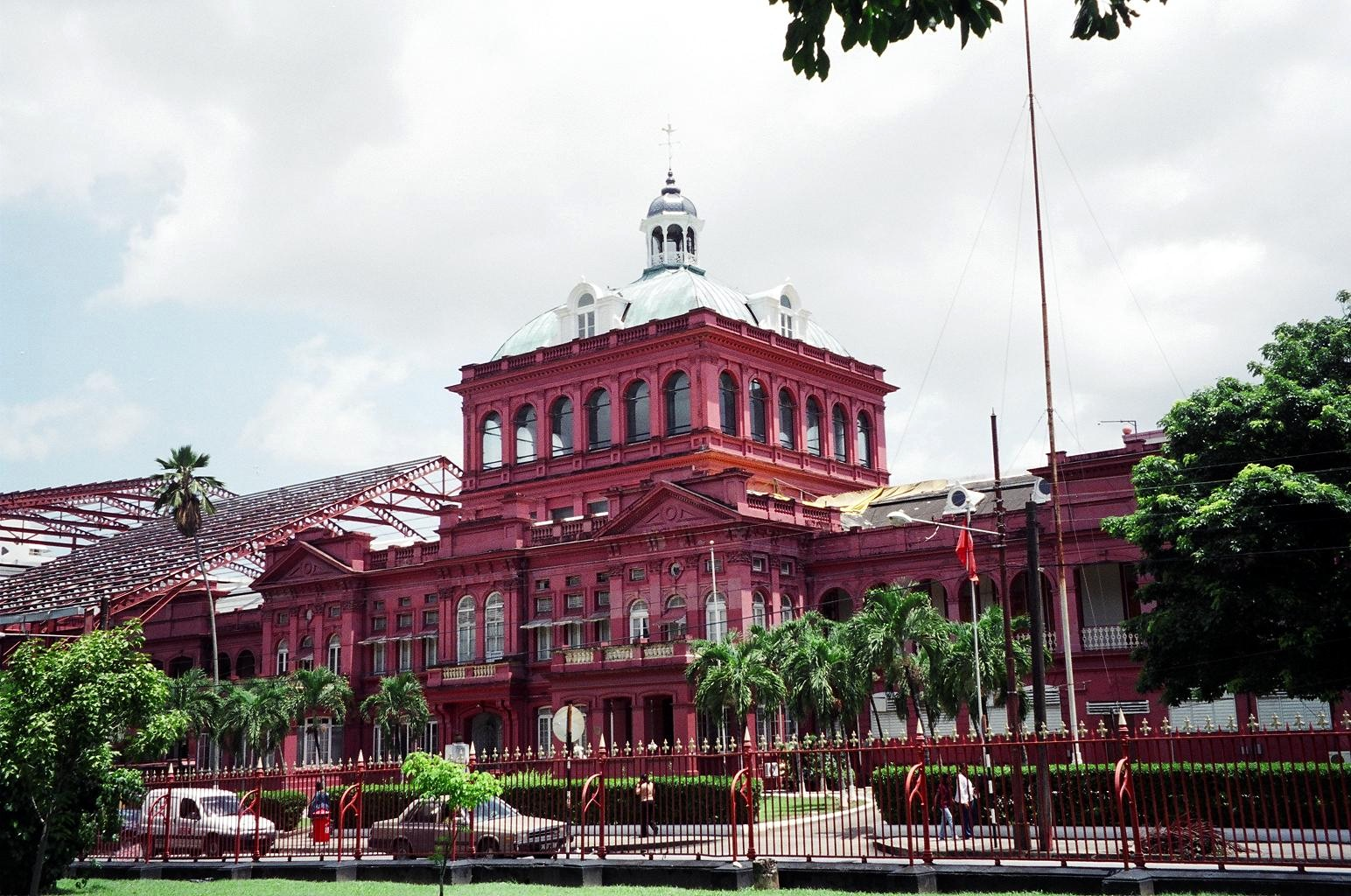
Red House (1907) de época de la colonia británica de Trinidad y Tobago, actual sede del parlamento

La historia de Trinidad y Tobago empieza con los asentamientos amerindios. Ambas islas fueron descubiertas para los europeos por Cristóbal Colón durante su tercer viaje en 1498. Tobago fue poseída por británicos, franceses, neerlandeses y curlandos, acabando finalmente en manos de los británicos. Trinidad fue poseída por España hasta 1797. En 1888 ambas islas fueron incorporadas en un solo territorio británico de ultramar. Trinidad y Tobago se independizó del Imperio Británico en 1962, convirtiéndose en una república en 1976.

## Periodo precolombino
Los primeros asentamientos humanos en Trinidad se remontan en el tiempo un mínimo de 7000 años. Se cree que los primeros habitantes pertenecían a la cultura ortoiroide, y que provenían de la actual Venezuela al noreste de América del Sur hacia el año 5000 a. C. Se han identificado unos 29 asentamientos, la mayoría en el sur de Trinidad, entre los que se encuentra Banwari Trace, el más antiguo asentamiento humano en el Caribe oriental. Estos antiguos pobladores no conocían la cerámica, y dominaron el área hasta aproximadamente el año 200 a. C.
Cerca del año 250 a. C. los primeros individuos de la cultura saladoide llegaron a Trinidad. Las más antiguas pruebas de la existencia de estos pobladores se remontan al año 2100 a. C. a lo largo de los bancos del río Orinoco, en Venezuela. Se cree que desde Trinidad se expandieron hacia el norte, hacia el resto de islas del Caribe. Se han encontrado hasta 37 asentamientos saladoides, esparcidos por toda la isla.
Después del 250, un tercer grupo, perteneciente a la cultura barrancoide, se asentó en el sur de Trinidad después de emigrar desde el Orinoco hasta el mar. El asentamiento más antiguo parece que se encontraba en Erin, en la costa del sur.
Cuando las comunidades barrancoides dejaron el río Orinoco sobre el año 650 d. C., un nuevo grupo, los arahuacos (entre los que se encontraban las tribus nepoya y suppoyo, así como las yao) se expandieron río arriba, hacia la costa. Los elementos culturales de este grupo fueron parcialmente adoptados en Trinidad y las áreas adyacentes del noreste de Venezuela, siendo la cultura guayabitoide el resultado de la mezcla.
Sobre el año 1300 d. C. un nuevo grupo se estableció en Trinidad e introdujo nuevos elementos culturales que reemplazaron ampliamente la cultura guayabitoide. La llamada tradición cultural mayoide, es la representación de las tribus nativas que estuvieron presentes en Trinidad cuando llegaron los europeos. Su característica alfarería y artefactos sobrevivieron hasta 1800, siendo después asimilados ampliamente por la sociedad trinitense. Todo este conglomerado de culturas han sido llamado generalmente arahuacos y caribes. Gran parte de los habitantes fue sometida por los españoles por medio de la encomienda. El sistema de la encomienda era la herramienta usada por los españoles para obligar a los amerindios a trabajar a cambio de protección y de la conversión al cristianismo. Los supervivientes eran organizados en misiones por los frailes capuchinos, y gradualmente convertidos. La más antigua asociación indígena de Trinidad es la Comunidad Caribe de Santa Rosa, cuyo centro se encuentra en Arima. Además, otras asociaciones indígenas se han desarrollado en los años recientes.

## SiglosXV-XVIII: Trinidad española (1498-1797) y Tobago curlandés, neerlandés, francés e inglés

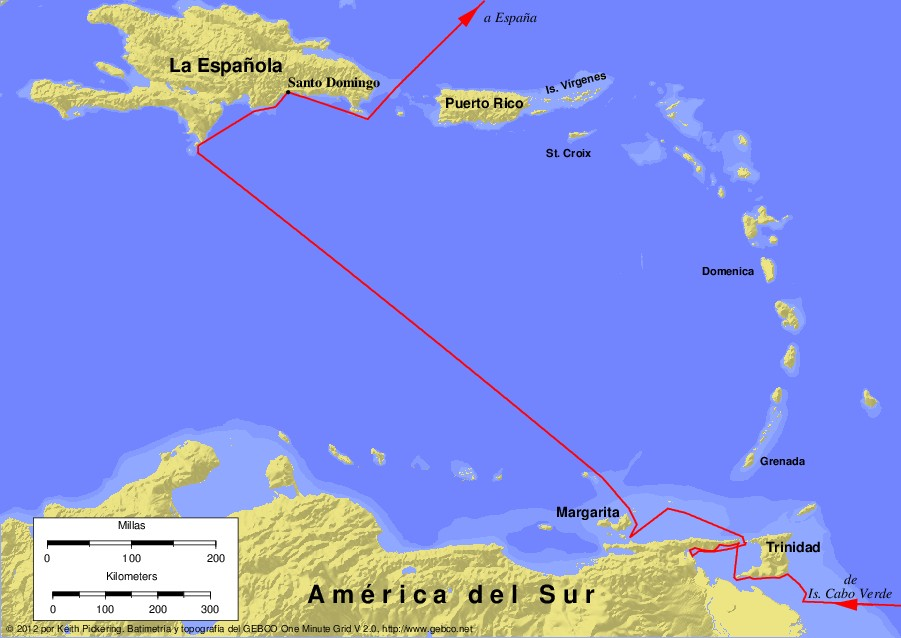
Isla de Trinidad avistada el 31 de julio de 1498 durante el tercer viaje de Colón.

La isla Trinidad fue avistada por el español Alonso Pérez durante el tercer viaje de Colón el 31 de julio de 1498. Su nombre se debe a la Santísima Trinidad. La población de indígenas a principios del siglo XVI se estima en unos 20.000 a 30.000 habitantes. Los declarados caribes fueron trasladados forzosamente a isla Margarita (actual Venezuela) para la pesca de perlas bajo el régimen de esclavitud. La provincia de Trinidad fue creada en el año 1525, quedando integrada en el Virreinato de Nueva España. Su primer gobernador fue Rodrigo de Bastidas, quien no llegó conquistar Trinidad. En 1530 Antonio Sedeño obtuvo la licencia y nombramiento de gobernador para la conquista de Trinidad. Sin embargo, pese a la alianzas con los caciques Maruana de Trinidad y Turipari de Paria, no logró el control total de Trinidad. A Sedeño se debe el primer fuerte español en Cumucurapo (el actual Mucurapo) en Puerto España. En 1569 Juan Ponce de León fundó construyó Circuncisión, probablemente cerca del actual Laventille, pero fue abandonada en 1570.
Finalmente, en 1592 Antonio de Berrío estableció el primer enclave permanente de San José de Oruña. El 22 de marzo de 1595 la expedición del inglés Walter Raleigh ocupó San José de Oruña capturando tanto a Berrío como al cacique Topiawari. Desde Trinidad recorrió el delta del Orinoco y el Esequibo en búsqueda de El Dorado, para finalmente arrasar San José de Oruña. Continuó, intentando sin éxito el asalto a Riohacha (actual Colombia) y Cumaná. 

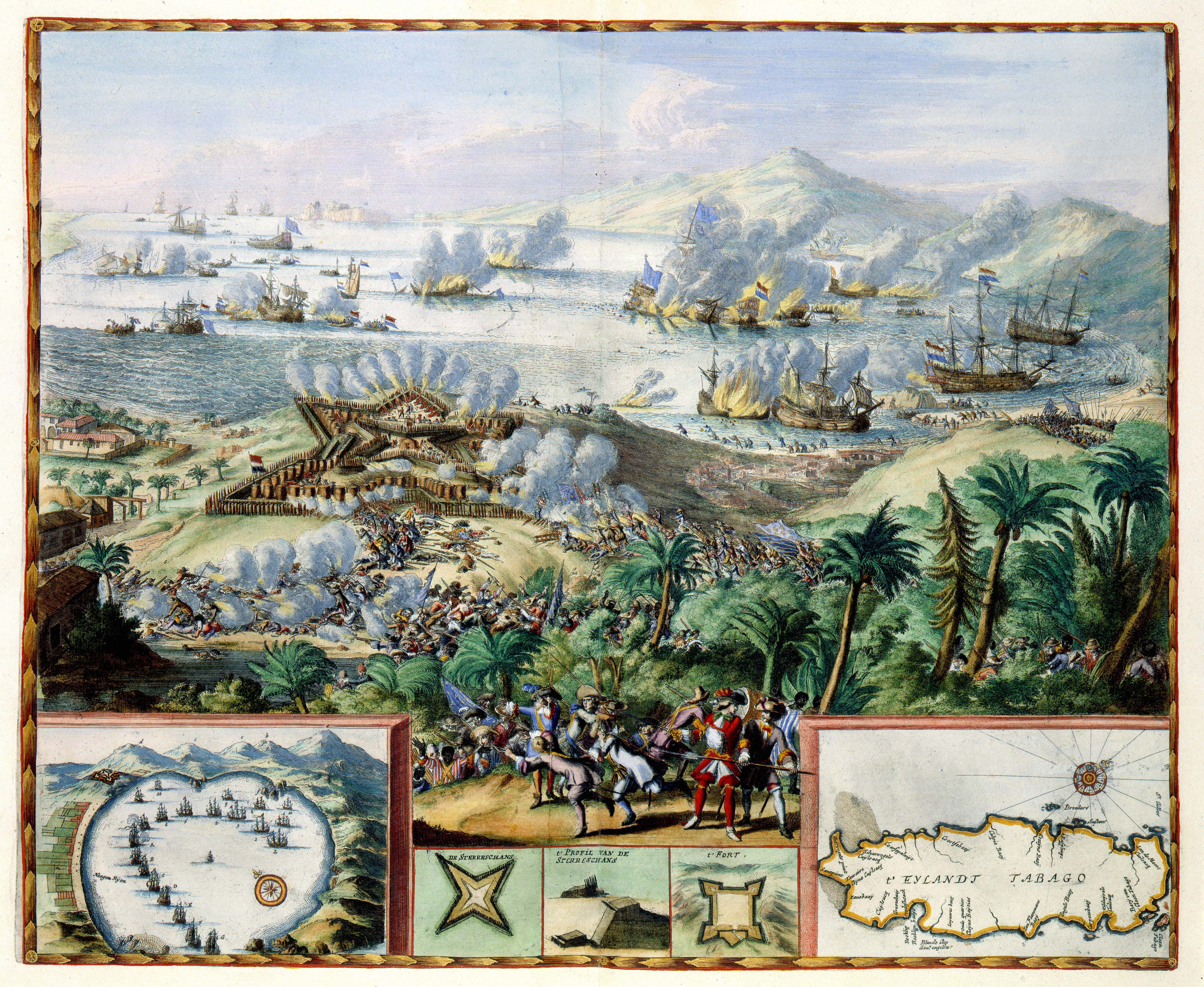
Grabado de Romeyn de Hooghe de la batalla de 1677 en Tobago entre Francia y las Provincias Unidas de los Países Bajos.

El principal interés de isla Trinidad de Barlovento era geoestratégico por su cercanía a Tierra Firme. 
En cuanto a Tobago, de 1628 a 1678 fue una colonia holandesa denominada  Nieuw Walcheren. Las Provincias Unidas de los Países Bajos contaban asimismo con las colonias de Demerara (1611), Berbice (1627) (actual Guyana) y ocuparon Cayena (1654) (actual Guayana Francesa) y Surinam (1667) (actual Surinam). Su principal actividad era la producción de caña de azúcar con mano de obra esclava procedente del comercio triangular con sus colonias africanas. Tobago pasó a soberanía del ducado de Curlandia a finales del siglo XVII con el nombre de Nueva Curlandia. El control de la isla cambió de forma vertiginosa, con hasta veintidós periodos de soberanía diferentes. 
En 1687 los frailes capuchinos catalanes establecieron misiones en Trinidad. El principal cultivo era el cacao, que se vendía en Cumaná o isla Margarita. Pese a una convivencia pacífica en general, los abusos de los misioneros dieron lugar a la revuelta de Arenal (1699) que fue reprimida violentamente. Sólo perduraron las misiones más cercanas a San José de Orduña dada la peligrosidad de los ataques caribes y guaraúnos, de los piratas y de las naciones enemigas de España establecidas en Demerara, Berbice y Esequibo. En 1713 fueron convertidas en doctrinas dependientes del obispado de San Juan de Puerto Rico.
Tobago quedó bajo soberanía de Francia desde el tratado de Utrech (1713) al tratado de París (1763), que puso fin a la guerra de los Siete Años y la pérdida de los territorios franceses en Norteamérica de Nueva Francia y Luisiana. En 1777 Trinidad de Barlovento queda incorporada en la Capitanía General de Venezuela, con capital en Caracas. Por el tratado de Versalles (1783), que puso fin a la guerra de Independencia de los Estados Unidos, la isla de Tobago pasó nuevamente a soberanía Francesa. 
Además, en 1783 la Cédula de Población supuso la llegada a Trinidad de franceses católicos procedentes de las Antillas Francesas. Los emigrantes eran tanto franceses antillanos como personas libres de color, y las concesiones de terreno se ampliaban en el caso de que contaran con esclavos. Las limitaciones a la esclavitud establecidas por la revolución Francesa, así como la inestabilidad que precedió a la revolución Haitianal, siendo Saint Domingue la mayor productora de caña de azúcar de su tiempo, supuso la llegada de productores de azúcar a Trinidad y su auge. El crecimiento se vio favorecido  por la liberalización comercial borbónica del reglamento de libre comercio (1778). La población creció de 3.000 almas en 1783 a 16.000 en 1796.
Ante la ocupación de la Tobago francesa por los británicos en 1794 y el auge económico de Trinidad, el gobernador José María Chacón y Sánchez de Soto alertó a Caracas de los riesgos de una invasión británica 
Estimaciones de la población de Trinidad a finales del período colonial español:
| Fecha | Blancos | Libres de color | Esclavos negros | Indígenas |
| ----- | ------- | --------------- | --------------- | --------- |
| 1775  | 401     | 608             | 217             | 1.277     |
| 1776  | 444     | 939             | 225             | 1.824     |
| 1777  | 444     | 939             | 222             | 1.814     |
| 1779  | 380     | 874             | 239             | 1.852     |
| 1783  | 670     | 1.404           | 2.247           | 1.490     |
| 1784  | 719     | 1.398           | 2.287           | 1.495     |

El gobernador Chacón rindió la isla a la flota británica de 18 naves de guerra a las órdenes de Ralph Abercromby el 18 de febrero de 1797. Para la fecha La población había aumentado hasta 17.712: 2.151 blancos, 4.474 personas de color libres, 1.078 amerindios y 10 000 esclavos africanos. En 1960, la población era de 827.957 personas, sin incluir amerindios.

## Colonia inglesa (1797-1962)

### Colonias de Trinidad y de Tobago (1797-1889)

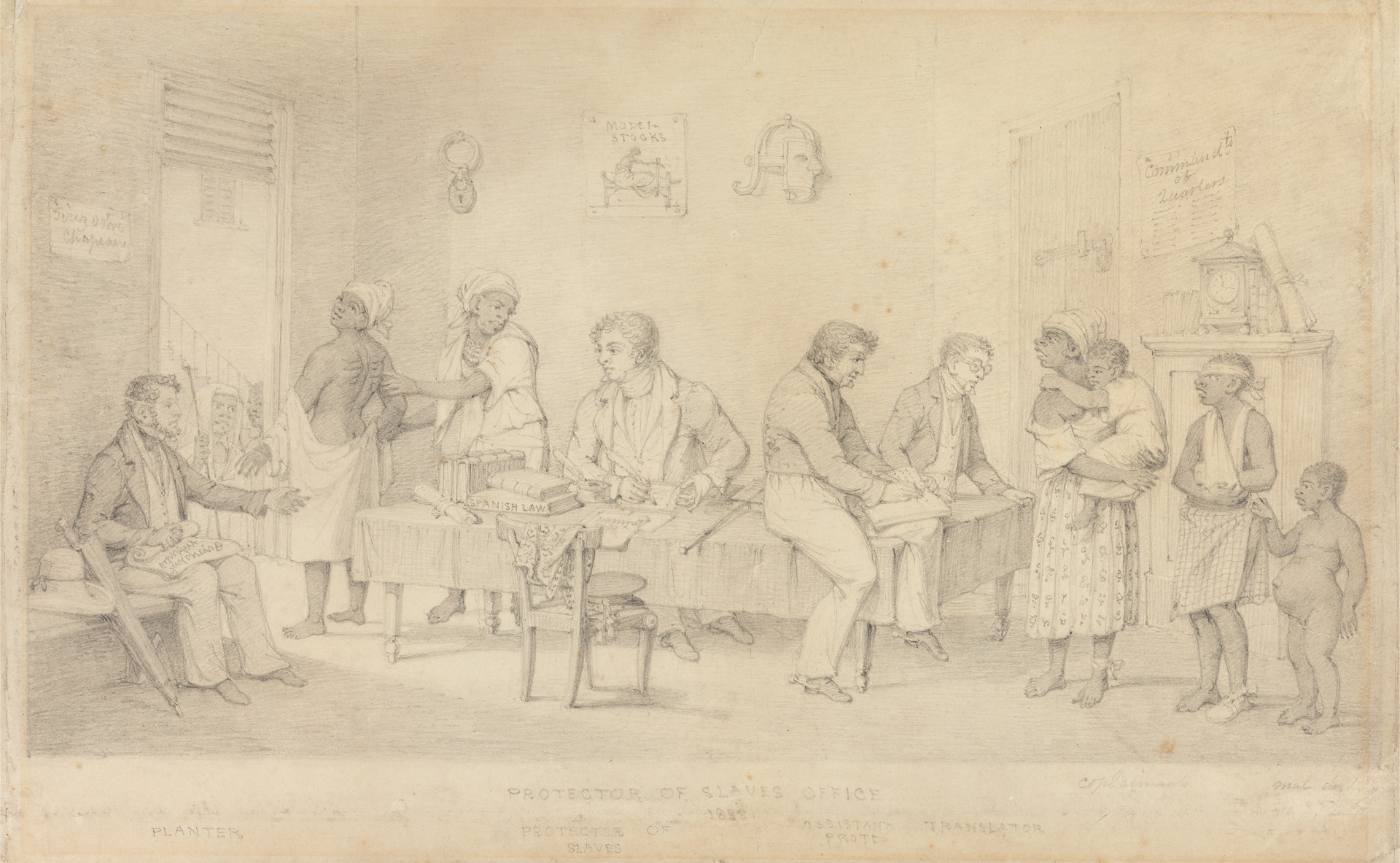
Abolición del comercio y tenencia de esclavos en la colonia inglesa de Trinidad en el primer tercio del siglo

Los británicos habían empezado a interesarse por Trinidad, y en 1797 una fuerza británica dirigida por el general Ralph Abercromby lanzó una invasión de Trinidad. Su escuadra navegó a través de las Bocas y ancló frente a la costa de Chaguaramas. Seriamente superado en número, en san Jose de Oruña  el gobernador José María Chacón decidió capitular ante los británicos sin luchar. Trinidad se convirtió así en una colonia de la Corona británica, con una población mayoritariamente francófona y leyes españolas. El dominio británico se formalizó posteriormente con el Tratado de Amiens (1802). El primer gobernador británico de la colonia fue Thomas Picton, pero su enfoque de mano dura para imponer la autoridad británica, que incluía el uso de la tortura y las detenciones arbitrarias, hizo que fuera destituido.
En julio de 1797 la colonia inglesa de Trinidad acogió a los revolucionarios venezolanos Manuel Gual y José María España cuya conspiración es precursora de la guerra de Independencia de Venezuela (1810-1823). Aunque España regresó a Caracas, Gual permaneció en San José de Oruña hasta su muerte en 1800. Desde entonces la isla se convertiría en foco de subversión contra el poder español; importante fue el apoyo inglés brindado al Precursor Francisco de Miranda luego de la fallida expedición sobre Ocumare de la Costa el 28 de abril de 1806.
El gobierno británico provocó una afluencia de colonos procedentes del Reino Unido y de las colonias británicas del Caribe Oriental. Llegaron familias inglesas, escocesas, irlandesas, alemanas e italianas, así como algunos negros libres conocidos como «Merikins» que habían luchado por Gran Bretaña en la Guerra de 1812 y a los que se les concedieron tierras en el sur de Trinidad. Bajo el dominio británico, se crearon nuevos estados y aumentó la importación de esclavos, pero para entonces el apoyo al abolicionismo había aumentado enormemente y en Inglaterra se atacaba el comercio de esclavos. La esclavitud se abolió en 1833, tras lo cual los antiguos esclavos cumplían un periodo de «aprendizaje». En 1837, Daaga, un traficante de esclavos de África Occidental que había sido capturado por esclavistas portugueses y rescatado posteriormente por la marina británica, fue reclutado en el regimiento local. Daaga y un grupo de sus compatriotas se amotinaron en el cuartel de San José y partieron hacia el este en un intento de regresar a su tierra natal. Los amotinados fueron emboscados por una unidad de la milicia a las afueras de la ciudad de Arima. La revuelta fue aplastada a costa de unos 40 muertos, y Daaga y su grupo fueron ejecutados posteriormente en St Joseph. El sistema de aprendizaje terminó el 1 de agosto de 1838 con la emancipación total. Sin embargo, una visión general de las estadísticas de población en 1838 revela claramente el contraste entre Trinidad y sus vecinos del Caribe: tras la emancipación de los esclavos en 1838, Trinidad solo tenía 17 439 esclavos, y el 80 % de los propietarios de esclavos habían esclavizado a menos de 10 personas cada uno. En cambio, Jamaica, con el doble de tamaño que Trinidad, tenía unos 360 000 esclavos.
Tras la emancipación de los esclavos africanos, muchos se negaron a seguir trabajando en las plantaciones y se trasladaron a zonas urbanas como Laventille y Belmont, al este de Puerto España. Como resultado, surgió una grave escasez de mano de obra agrícola. Los británicos suplieron esta carencia instituyendo un sistema de contratos de trabajo en régimen de servidumbre. Se contrataron varias nacionalidades bajo este sistema, incluyendo indios, chinos y portugueses. De ellos, los indios orientales fueron los más importados, a partir del 1 de mayo de 1845, cuando 225 indios fueron llevados en el primer cargamento a Trinidad en el Fatel Razack, un barco de propiedad musulmana. El régimen de servidumbre de los indios duró desde 1845 hasta 1917, período durante el cual llegaron a Trinidad más de 147 000 indios para trabajar en las plantaciones de caña de azúcar.
Los contratos de trabajo en régimen de servidumbre eran a veces explotadores, hasta el punto de que historiadores como Hugh Tinker lo llamaron «un nuevo sistema de esclavitud». A pesar de estas descripciones, no se trataba realmente de una nueva forma de esclavitud, ya que los trabajadores recibían una remuneración, los contratos eran finitos y la idea de que un individuo fuera propiedad de otro había sido eliminada cuando se abolió la esclavitud. Además, los empleadores de mano de obra contratada no tenían derecho legal a azotar o fustigar a sus trabajadores; la principal sanción legal para el cumplimiento de las leyes de contratación era el enjuiciamiento en los tribunales, seguido de multas o (más probablemente) penas de cárcel. Las personas eran contratadas por un periodo de cinco años, con un salario diario de hasta 25 céntimos a principios del siglo XX, y se les garantizaba el regreso a la India al final de su periodo de contrato. Sin embargo, a menudo se recurría a medios coercitivos para retener a los trabajadores, y los contratos de trabajo en régimen de servidumbre pronto se ampliaron a diez años a partir de 1854, después de que los plantadores se quejaran de que perdían su mano de obra demasiado pronto. En lugar del pasaje de vuelta, las autoridades británicas pronto empezaron a ofrecer porciones de tierra para fomentar el asentamiento, y en 1902, más de la mitad de la caña de azúcar de Trinidad era producida por cañeros independientes, la mayoría de los cuales eran indios. A pesar de las duras condiciones del sistema de contratos de arrendamiento, cerca del 90 % de los inmigrantes indios decidieron, al final de sus períodos de arrendamiento, hacer de Trinidad su hogar permanente. Los indios orientales que entraban en la colonia también estaban sujetos a ciertas leyes de la corona que los segregaban del resto de la población de Trinidad, como la exigencia de que llevaran un salvoconducto si salían de las plantaciones y que, si se liberaban, llevaran sus «Free Papers» o certificado que indicara la finalización del periodo de servidumbre.
En 1857 la American Merrimac Oil Company explotó el petroleo de La Brea. Otras empresas petrolíferas de esta época fue Paria Petroleum Company Limited. Las limitaciones técnicas y financieras dieron lugar al abandono de esta actividad hasta el siglo XX.
Sin embargo, pocos indios se asentaron en Tobago, y los descendientes de los esclavos africanos siguieron constituyendo la mayoría de la población de la isla. La crisis económica de mediados y finales del siglo XIX provocó una pobreza generalizada. El descontento estalló en disturbios en la plantación de Roxborough en 1876, en un suceso conocido como el Levantamiento de Belmanna, en honor a un policía que fue asesinado. Los británicos lograron finalmente restablecer el control, pero a raíz de los disturbios la Asamblea Legislativa de Tobago votó su disolución y la isla se convirtió en una colonia de la Corona en 1877. Con la industria azucarera al borde del colapso y el territorio tobaguense sin rentabilidad, los británicos unieron Tobago a su colonia de Trinidad en 1889.

### Colonia de Trinidad y Tobago (1889-1962)
Las dos islas fueron incorporadas en un solo territorio de ultramar en 1888, siendo Tobago reducida al estatus de entidad local menor hasta la independencia de la nación de Trinidad y Tobago el 31 de agosto de 1962.
En 1903, una protesta contra la introducción de nuevas tarifas de agua en Puerto España desembocó en disturbios; 18 personas murieron a tiros, y la Casa Roja (la sede del gobierno) resultó dañada por un incendio. En 1913 se introdujo una asamblea local elegida con algunos poderes limitados. Desde el punto de vista económico, Trinidad y Tobago siguió siendo una colonia predominantemente agrícola; junto con la caña de azúcar, el cultivo del cacao también contribuyó en gran medida a los ingresos económicos a finales del siglo XIX y principios del siglo XX.
En noviembre de 1919, los estibadores se declararon en huelga por las malas prácticas de gestión y los bajos salarios en comparación con un mayor coste de la vida. Se recurrió a los rompehuelgas para mantener un mínimo de mercancías en los puertos. El 1 de diciembre de 1919, los estibadores en huelga irrumpieron en el puerto y expulsaron a los rompehuelgas. A continuación, procedieron a marchar sobre los edificios del gobierno en Puerto España. Otros sindicatos y trabajadores, muchos de ellos con las mismas reivindicaciones, se unieron a la huelga de los estibadores convirtiéndola en una huelga general. La violencia estalló y solo fue sofocada con la ayuda de los marineros del buque británico HMS Calcutta. La unidad provocada por la huelga fue la primera vez que se produjo una cooperación entre los distintos grupos étnicos de la época. El historiador Brinsley Samaroo dice que las huelgas de 1919 «parecen indicar que había una creciente conciencia de clase después de la guerra y que ésta trascendía a veces los sentimientos raciales».
Sin embargo, en la década de 1920, el colapso de la industria de la caña de azúcar, concomitante con el fracaso de la industria del cacao, provocó una depresión generalizada entre los trabajadores rurales y agrícolas de Trinidad, y fomentó el surgimiento de un movimiento obrero. Las condiciones en las islas empeoraron en la década de 1930 con el inicio de la Gran Depresión, y en 1937 se produjo un brote de disturbios laborales que causó varias muertes. El movimiento obrero pretendía unir a la clase trabajadora urbana y a la clase trabajadora agrícola; las figuras clave eran Arthur Cipriani, que dirigía la Asociación de Trabajadores de Trinidad (TWA), y Tubal Uriah «Buzz» Butler, del Partido de los Ciudadanos y Trabajadores del Imperio Británico. A medida que se desarrollaba el movimiento, se generalizaron los llamamientos a una mayor autonomía del dominio colonial británico; este esfuerzo se vio gravemente socavado por el Ministerio del Interior británico y por la élite trinitense educada en Gran Bretaña, muchos de los cuales descendían de la clase de la plantocracia.

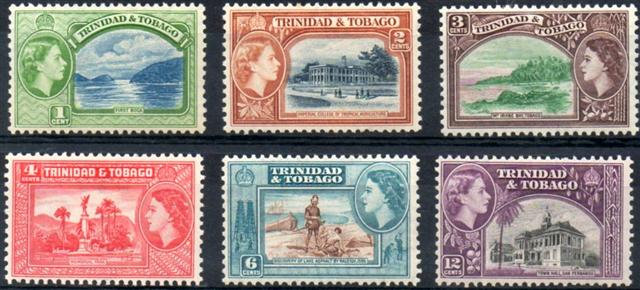
La Reina Isabel II en los sellos de Trinidad y Tobago de 1953

El petróleo se descubrió en 1857, pero no adquirió importancia económica hasta la década de 1930 y años posteriores, como consecuencia del colapso de la caña de azúcar y el cacao, y de la creciente industrialización. En la década de 1950, el petróleo se había convertido en un producto básico en el mercado de exportación de Trinidad, y era responsable de una creciente clase media entre todos los sectores de la población trinitense. El colapso de los principales productos agrícolas de Trinidad, seguido de la Depresión, y el auge de la economía del petróleo, provocaron importantes cambios en la estructura social del país.
La presencia de bases militares estadounidenses en Chaguaramas y Cumuto, en Trinidad, durante la Segunda Guerra Mundial, tuvo un profundo efecto en la sociedad. Los estadounidenses mejoraron enormemente las infraestructuras de Trinidad y proporcionaron a muchos lugareños puestos de trabajo bien remunerados; sin embargo, los efectos sociales de tener tantos soldados jóvenes estacionados en la isla, así como sus prejuicios raciales, a menudo no disimulados, causaron resentimiento. Los estadounidenses dejaron el país en 1961.

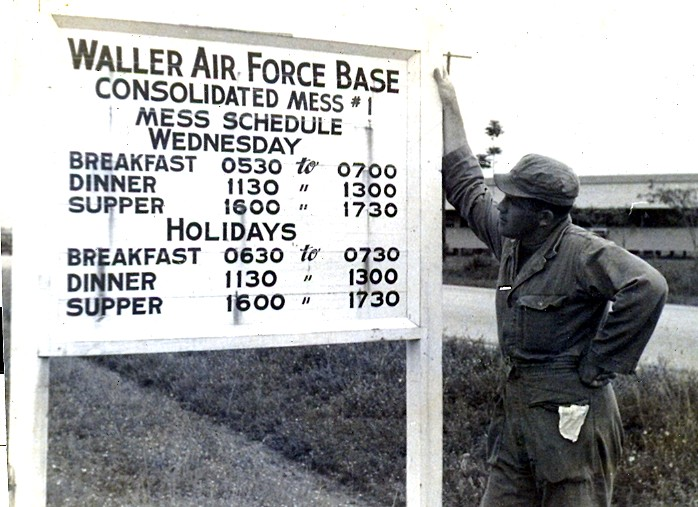
Un soldado en la base aérea de Waller, alquilada por Gran Bretaña a Estados Unidos en la década de 1940.

En la posguerra, los británicos iniciaron un proceso de descolonización en todo el Imperio Británico. En 1945 se introdujo el sufragio universal en Trinidad y Tobago. Surgieron partidos políticos, pero estaban divididos en gran medida por líneas raciales: Los afrotrinitarios y tobagoneses apoyaban principalmente al Movimiento Nacional del Pueblo (PNM), creado en 1956 por Eric Williams, y los indotrinitarios y tobagoneses apoyaban sobre todo al Partido Democrático del Pueblo (PDP), creado en 1953 por Bhadase Sagan Maraj, que más tarde se fusionó con el Partido Laborista Democrático (DLP) en 1957. Las colonias caribeñas de Gran Bretaña formaron la Federación de las Indias Occidentales en 1958 como vehículo para la independencia, pero la Federación se disolvió después de que Jamaica se retirara tras un referéndum de adhesión en 1961.

## Trinidad y Tobago (1962-actualidad)

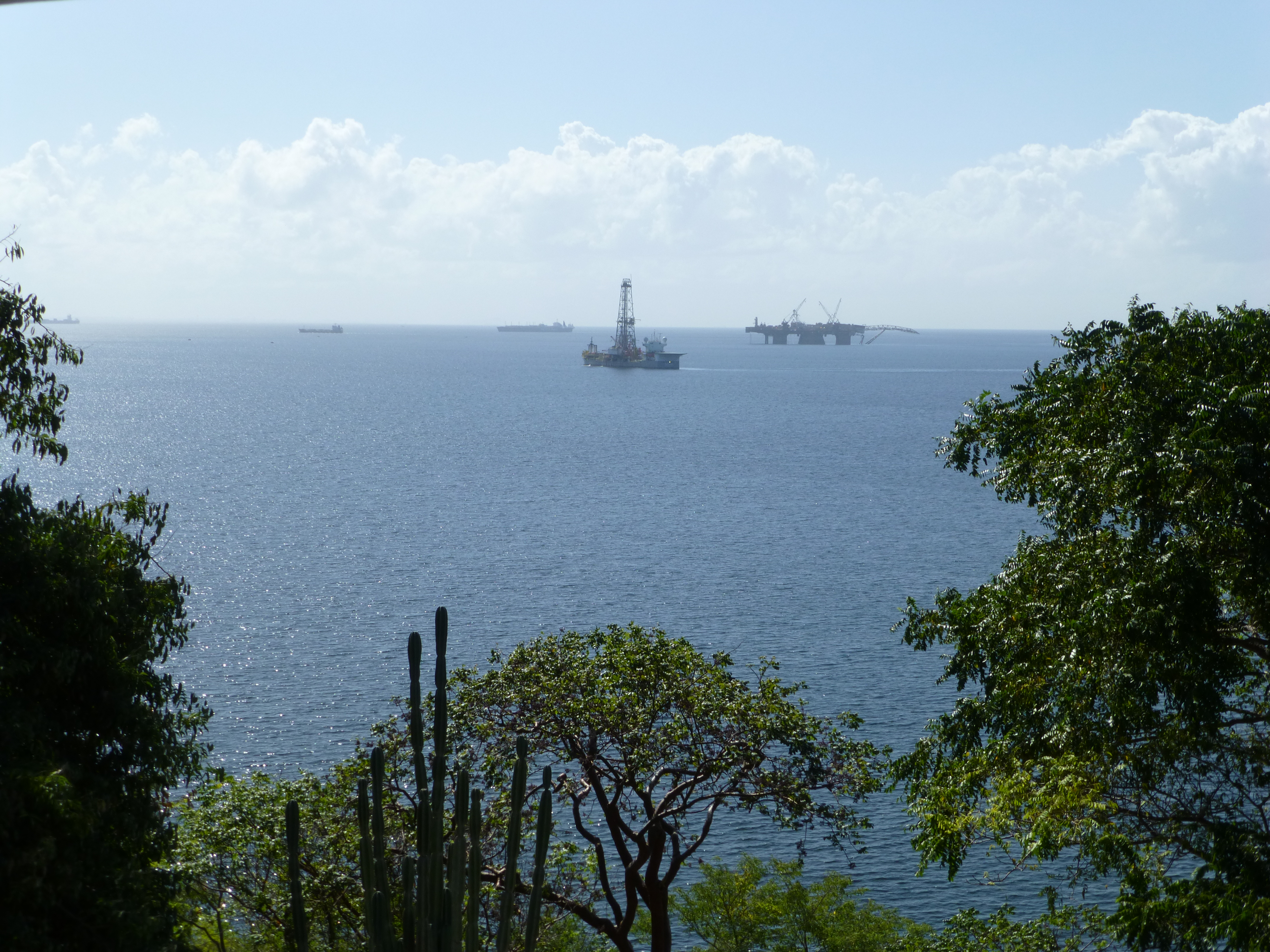
Minería del petróleo en Chaguaramas.

Trinidad y Tobago se independizó del Reino Unido el 31 de agosto de 1962. Isabel II siguió siendo la Jefa de Estado como Reina de Trinidad y Tobago, representada localmente por el gobernador General Solomon Hochoy. Eric Williams, del PNM, un destacado historiador e intelectual considerado como «El Padre de la Nación», se convirtió en el primer primer ministro, ejerciendo su cargo de forma ininterrumpida hasta 1981. La figura dominante de la oposición en los primeros años de la independencia fue Rudranath Capildeo, del DLP. 
En la década de 1960 surgió el movimiento del poder negro (Black Power), inspirado en parte por el movimiento por los derechos civiles en Estados Unidos. Las protestas y las huelgas se convirtieron en algo habitual, y los acontecimientos llegaron a su punto álgido en abril de 1970, cuando la policía mató a tiros a un manifestante llamado Basil Davis. Ante el temor de una ruptura del orden público, el primer ministro Williams declaró el estado de emergencia y detuvo a muchos de los líderes del Black Power. Algunos líderes del ejército que simpatizaban con el movimiento Black Power, especialmente Raffique Shah y Rex Lassalle, intentaron amotinarse; sin embargo, esto fue sofocado por la Guardia Costera de Trinidad y Tobago. Williams y el PNM conservaron el poder, en gran parte debido a las divisiones de la oposición.
En 1963, Tobago se vio afectado por el huracán Flora, que mató a 30 personas y provocó una enorme destrucción en toda la isla. En parte como consecuencia de ello, el turismo sustituyó a la agricultura como principal fuente de ingresos del país en las décadas siguientes.
Entre 1972 y 1983, el país se benefició enormemente de la subida del precio del petróleo y del descubrimiento de nuevos y vastos yacimientos en sus aguas territoriales, lo que dio lugar a un auge económico que aumentó enormemente el nivel de vida. En 1976 el país se convirtió en una república dentro de la Commonwealth, aunque mantuvo el Comité Judicial del Consejo Privado como tribunal de última instancia. El cargo de gobernador general fue sustituido por el de presidente; Ellis Clarke fue el primero en desempeñar esta función, en gran medida ceremonial. Tobago obtuvo un autogobierno limitado con la creación de la Asamblea de Tobago en 1980.
Williams murió en 1981, siendo sustituido por George Chambers, que dirigió el país hasta 1986. Para entonces, la caída del precio del petróleo había provocado una recesión, causando un aumento de la inflación y desempleo. Los principales partidos de la oposición se unieron bajo la bandera de la Alianza Nacional para la Reconstrucción (NAR) y ganaron las elecciones generales de 1986, en las que el líder de la NAR, A. N. R. Robinson, se convirtió en el nuevo primer ministro. Robinson fue incapaz de mantener unida la frágil coalición de la NAR, y el malestar social fue causado por sus reformas económicas, como la devaluación de la moneda y la aplicación de un Programa de Ajuste Estructural del Fondo Monetario Internacional. En 1990, 114 miembros de grupo radical islamista negro Jamaat al Muslimeen, dirigidos por Yasin Abu Bakr (antes conocido como Lennox Phillip) asaltaron la Red House (sede del Parlamento) y Trinidad y Tobago Television, la única cadena de televisión del país en aquel momento. Los yihadistas mantuvieron a Robinson y al gobierno del país como rehenes durante seis días antes de rendirse, durante los cuales fueron asesinados miembros del parlamento y se produjeron daños millonarios causados los ataques armados. A los golpistas se les prometió una amnistía, pero tras su rendición fueron arrestados, aunque más tarde fueron liberados tras una larga disputa legal.
El PNM de Patrick Manning volvió al poder tras las elecciones generales de 1991 en Trinidad y Tobago. Con la esperanza de aprovechar la mejora de la economía, Manning convocó elecciones anticipadas en 1995, pero el resultado fue un parlamento sin mayoría. Dos representantes del NAR apoyaron al opositor Congreso Nacional Unido (UNC), que se había escindido del NAR en 1989, y así tomaron el poder bajo Basdeo Panday, que se convirtió en el primer primer ministro indotrinitario del país. Tras un periodo de confusión política provocada por una serie de resultados electorales no concluyentes, Patrick Manning volvió al poder en 2001, conservando el cargo hasta 2010.
Desde 2003 el país entró en un segundo boom petrolero, y el petróleo, la petroquímica y el gas natural siguen siendo la columna vertebral de la economía. El turismo y el servicio público son los principales pilares de la economía de Tobago, aunque las autoridades han intentado diversificar la economía. Un escándalo de corrupción provocó la derrota de Manning a manos de la recién formada coalición People's Partnership en 2010, y Kamla Persad-Bissessar se convirtió en la primera mujer primer ministro del país. Sin embargo, las acusaciones de corrupción salpicaron a la nueva administración, y el PP fue derrotado en 2015 por el PNM de Keith Rowley. En agosto de 2020, el gobernante Movimiento Nacional del Pueblo ganó las elecciones generales, lo que significa que el actual primer ministro Keith Rowley cumplirá un segundo mandato.
En la actualidad (2023) Trinidad y Tobago es la 16º economía de América por PIB per cápita gracias a su producción y refinado de petróleo y gas. Sin embargo, mantiene unos altos índices de criminalidad, situándose entre los países más peligrosos de América y el mundo.